# 田辺徳雄
田辺 徳雄（たなべ のりお、1966年5月11日 - ）は、山梨県富士吉田市出身の元プロ野球選手（内野手）、監督。
2000年の登録名は田辺 路朗、2020年以降の登録名は田邊 徳雄（いずれも読み同じ）。現役時代のあだ名は「おやじ」「ジミ様」であった。

## 経歴

### プロ入り前
吉田高校在学中、1983年夏の選手権大会に出場。1回戦で吉井理人・山下徳人を擁する箕島高校と対戦するが、延長13回サヨナラ負けを喫した。
大学進学を表明していたが1984年のドラフト2位で指名され、西武ライオンズに入団。背番号は51。当時は西武黄金時代の始まりで、周囲の選手の体格やプレーを見てプロでやっていけるか強い不安を感じたという。

### プロ野球選手時代
二軍時代は二軍監督の日野茂や二軍コーチの広瀬宰から厳しく鍛えられ、昼の試合後に特守を行って夕食後も夜間練習をするほどだった。1985年はイースタン・リーグで多くの出場機会を得て打率3割を記録し、秋にはアリゾナでの教育リーグに派遣された。
1986年は1Aにあたるカリフォルニアリーグのサンノゼ・ビーズでトップバッターとしてプレー。140試合に出場し.306の高打率で、1Aオールスターゲームにも出場した。ここでは破れたスパイクを使う選手達を見てハングリー精神を学んだと語っている。
一方、1986年に監督に就任した森祇晶は1年目のシーズン終了後秋山幸二を三塁手から中堅手に、石毛宏典を遊撃手から三塁手にコンバートさせた。田辺は石毛の後任の遊撃手となる事が期待された。
1987年は背番号が6に変えられている。同年は開幕から一軍のレギュラーとなったが、気持ちを入れ込みすぎて練習で負傷し さらにベン・オグリビーにスネをスパイクされ、後半戦は二軍で過ごした。
1988年は清家政和とレギュラーの座を争い、自己最高を更新する51安打、打率.258を記録するなど打撃力でポジションを勝ち取った。しかし、シーズン中にヒジを痛めさらにそれをかばって8月に肩も痛めたため 後半戦は一軍登録を抹消されている。
1989年は3月11日のオープン戦で打球に飛びついた際に右肩鎖関節を脱臼し、開幕から16試合を欠場したが猛打賞を6回記録するなどの活躍で打順も8番から6番に上がった。この年は年間を通じてスタメンに定着し、7月には満塁ランニングホームランを記録し、最終的にはブーマー・ウェルズに次ぐリーグ2位の打率.316を残し、ベストナインとゴールデングラブ賞に選ばれている。また同年オフの12月7日には3歳年上の女性と結婚式を挙げて独身寮を出た。
1990年からの西武のリーグ5連覇を遊撃手として支えた。
1992年はオールスターゲーム第1戦で7番・遊撃手として先発出場し、6番の石井浩郎および8番の佐々木誠とともに5回に小松辰雄から3連続本塁打を達成した。この試合は3安打を放ち、優秀選手賞を受賞している。シーズン通算ではリーグ3位の打率.302を記録。この年パリーグで打率3割を記録したのは田辺と佐々木誠、ケルビン・トーベの3人のみであった。同年は再びベストナインとゴールデングラブ賞を受賞している。4度の延長戦を経て4勝3敗で制したヤクルトスワローズとのこの年の日本シリーズが、自身の出場した日本シリーズの中で最も印象深かったという。
1993年は奈良原浩の成長で出場機会が減り規定打席に到達しなかったが、球団からは一定の評価を受けて50万円増の年俸7,750万円（推定）で契約を更改している。
1994年は規定打席には達しなかったものの自己最高の打率.338を記録。読売ジャイアンツとの同年の日本シリーズでも第1戦で水野雄仁から満塁本塁打を放ち、契約更改では年俸が1億円（推定）と大台に到達した。同年オフに石毛宏典が福岡ダイエーホークスに移籍すると三塁手にコンバートされ、遊撃手は松井稼頭央や奈良原が務めるようになった。その後スコット・クーパーや鈴木健が三塁手のレギュラーとなり、田辺自身も二塁手や三塁手を務めた。
1997年、ヤクルトとの日本シリーズ第2戦で延長10回に代打として起用され、伊藤智仁からサヨナラヒットを放った。オフにはフリーエージェントの権利を獲得したが、行使せずに残留。
1999年には夏場でも昼12時に球場に一番乗りし、ランニングやダッシュ、ティーバッティングなどを全体練習前にこなし、試合に備えていた。同年10月6日に戦力外通告されたが、11月1日に金銭トレードでの巨人移籍が発表され、同月5日に入団会見が行われた。年俸3,200万円（推定）、背番号23で契約を結んでいる。自身は翌年が現役最後の年になると覚悟していたという。
2000年の出場は7試合に終わり、同年の日本シリーズ終了の翌日に戦力外通告を受けて1ヶ月考えた末に引退を決断した。

### 現役引退後
2001年は文化放送で野球解説者を務めた。
2002年から西武の二軍打撃コーチに就任した。背番号は76。中村剛也・栗山巧など数多くの若手打者を一軍へ輩出した名伯楽でもある。
2006年12月25日には早稲田大学人間科学部の通信教育課程に合格したことが、日本プロ野球OB会から発表された。その後4年で卒業。
2007年に二軍野手総合コーチ。
2008年には二軍守備・走塁コーチ。
2009年に再び二軍打撃コーチを務めた。
2010年にフロントへ転出。しかしこの年、二軍打撃コーチだった大久保博元が不適切な行為を行った事を理由に7月22日で解任されたため、29日に再度二軍打撃コーチに就任、背番号は82。2012年まで同職を務め、2013年に一軍打撃コーチに配置転換された。
2014年も引き続き一軍打撃コーチでスタートしたが、チームが最下位に低迷した事を理由に監督の伊原春樹が6月4日に球団に休養を申し入れ、了承されたことで監督代行として指揮を執ることになり、27日に伊原が辞任した後も職名そのままに監督代行を続けた。
2015年の監督就任が決まり、背番号も90に変更された。同年10月13日には2016年も引き続き監督を務める事が発表された。1月29日、西武鉄道・所沢駅で一日駅長を務めた。9月27日、球団に辞意を伝える。

### 埼玉西武ライオンズ監督退任後
2017年2月1日、球団本部チームアドバイザーに就任。また同年2月から3月にかけ、沖縄県八重瀬町でキャンプを実施する韓国プロ野球のハンファ・イーグルスの臨時巡回打撃・守備コーチとして派遣され、プロ野球シーズン開幕後の5月15日まで任期が延長された。
2019年よりハンファの正式な打撃コーチとなったが、同年10月に契約解除された。
2020年からは再び西武に戻り、三軍統括コーチに就任。背番号は71となった。その後、ファーム野手特命コーチを経て、2022年シーズンをもってコーチを退任することとなった。チームスタッフとして球団に残り、2023年の肩書はプロ担当兼企画室。
2025年からは現場復帰し、三軍野手コーチを務める。背番号は76。

## プレースタイル

### 打撃
アメリカへの野球留学でクラウチングスタイルを身に付けたが、日本の投手の左右への揺さぶりに対応しきれず、足を上げてボールを呼び込むスタイルに変更した。ポイントを近めにしたことで広角打法が身に付き、一、二塁間を抜ける当たりやライト前のポテンヒットが増えたという。AK砲の後の6番を打っていた頃は走者の残っている場面で打席を迎えることが多く、ヒット狙いで打席に立っていた。
ど真ん中の球は苦手で見逃す事も多かったが、高めはボール球でも積極的に打っていった。外す配球がしにくいため田村藤夫ら他球団の捕手に嫌がられた ものの、チーム内のミーティングで打撃コーチに怒られることも多かった。

### 守備
遊撃手時代の田辺は、二塁手の辻発彦と三塁手の石毛宏典という名手に挟まれていた。遊撃手経験の長かった石毛には厳しく守備をチェックされ、声を出さずに捕球して怒られる事もあった。辻にはキャンプ期間から連係プレーの練習に付き合ってもらっていたが、6-4-3のダブルプレーの送球は非常に緊張したという。余裕を持って打球に追いつく高い身体能力が認められ、石毛のコンバート後に10年間は遊撃守備でチームを支えられると森は評価していた。
30歳を過ぎると頭の中でイメージする遊撃守備に体がついていかない事も増えた。二塁や三塁の守備についた事で新たな視点を得ることができ、勉強になったと田辺は語っている。

## 監督としての特徴
2014年の監督代行就任時、当初から選手に髭を生やす事や髪を染める事及び裾の長いズボンの着用を禁止していた前監督の伊原とは打って変わって、それらを容認する方針を示した。また、選手とコーチ陣との対話やコミュニケーションを重視している。

## 詳細情報

### 年度別打撃成績
| 年 度      | 球 団      | 試 合 | 打 席 | 打 数 | 得 点 | 安 打 | 二 塁 打 | 三 塁 打 | 本 塁 打 | 塁 打 | 打 点 | 盗 塁 | 盗 塁 死 | 犠 打 | 犠 飛 | 四 球 | 敬 遠 | 死 球 | 三 振 | 併 殺 打 | 打 率 | 出 塁 率 | 長 打 率 | O P S |
| ---------- | ---------- | ----- | ----- | ----- | ----- | ----- | -------- | -------- | -------- | ----- | ----- | ----- | -------- | ----- | ----- | ----- | ----- | ----- | ----- | -------- | ----- | -------- | -------- | ----- |
| 1985       | 西武       | 2     | 4     | 4     | 0     | 0     | 0        | 0        | 0        | 0     | 0     | 0     | 0        | 0     | 0     | 0     | 0     | 0     | 1     | 1        | .000  | .000     | .000     | .000  |
| 1987       | 西武       | 78    | 241   | 223   | 24    | 50    | 10       | 1        | 7        | 83    | 15    | 3     | 2        | 6     | 1     | 11    | 0     | 0     | 37    | 7        | .224  | .261     | .372     | .633  |
| 1988       | 西武       | 74    | 214   | 198   | 25    | 51    | 8        | 2        | 7        | 84    | 23    | 1     | 0        | 10    | 0     | 6     | 0     | 0     | 27    | 6        | .258  | .279     | .424     | .703  |
| 1989       | 西武       | 114   | 472   | 424   | 51    | 134   | 20       | 3        | 8        | 184   | 68    | 18    | 10       | 21    | 8     | 14    | 1     | 5     | 32    | 8        | .316  | .345     | .434     | .779  |
| 1990       | 西武       | 113   | 371   | 330   | 34    | 79    | 20       | 1        | 6        | 119   | 34    | 8     | 7        | 21    | 2     | 17    | 0     | 1     | 30    | 5        | .239  | .279     | .361     | .640  |
| 1991       | 西武       | 124   | 415   | 359   | 42    | 96    | 19       | 0        | 11       | 148   | 54    | 3     | 3        | 17    | 4     | 34    | 1     | 1     | 63    | 5        | .267  | .332     | .412     | .744  |
| 1992       | 西武       | 126   | 441   | 401   | 50    | 121   | 32       | 0        | 13       | 192   | 63    | 4     | 4        | 16    | 2     | 19    | 0     | 3     | 48    | 10       | .302  | .338     | .479     | .817  |
| 1993       | 西武       | 104   | 291   | 260   | 26    | 64    | 13       | 1        | 6        | 97    | 32    | 4     | 1        | 11    | 3     | 15    | 0     | 2     | 36    | 10       | .246  | .292     | .373     | .665  |
| 1994       | 西武       | 104   | 365   | 337   | 44    | 114   | 18       | 1        | 8        | 158   | 41    | 6     | 4        | 11    | 0     | 16    | 1     | 1     | 41    | 10       | .338  | .370     | .469     | .839  |
| 1995       | 西武       | 117   | 389   | 348   | 38    | 89    | 14       | 1        | 6        | 123   | 40    | 8     | 6        | 14    | 4     | 20    | 0     | 3     | 55    | 16       | .256  | .302     | .353     | .655  |
| 1996       | 西武       | 83    | 229   | 210   | 19    | 46    | 8        | 0        | 7        | 75    | 19    | 1     | 1        | 10    | 1     | 7     | 1     | 1     | 34    | 6        | .219  | .248     | .357     | .605  |
| 1997       | 西武       | 63    | 136   | 122   | 9     | 26    | 2        | 0        | 3        | 37    | 13    | 3     | 0        | 5     | 2     | 6     | 0     | 1     | 21    | 2        | .213  | .256     | .303     | .559  |
| 1998       | 西武       | 79    | 185   | 168   | 9     | 42    | 4        | 2        | 4        | 62    | 30    | 0     | 0        | 3     | 3     | 11    | 1     | 0     | 23    | 7        | .250  | .296     | .369     | .665  |
| 1999       | 西武       | 41    | 77    | 70    | 3     | 13    | 2        | 0        | 1        | 18    | 9     | 1     | 0        | 0     | 2     | 5     | 1     | 0     | 18    | 4        | .186  | .240     | .257     | .497  |
| 2000       | 巨人       | 7     | 7     | 7     | 0     | 1     | 0        | 0        | 0        | 1     | 1     | 0     | 0        | 0     | 0     | 0     | 0     | 0     | 3     | 0        | .143  | .143     | .143     | .286  |
| 通算：15年 | 通算：15年 | 1229  | 3837  | 3461  | 374   | 926   | 170      | 12       | 87       | 1381  | 442   | 60    | 38       | 145   | 32    | 181   | 6     | 18    | 469   | 97       | .268  | .307     | .399     | .706  |

- 各年度の太字はリーグ最高

### 年度別監督成績
| 年 度     | 球 団     | 順 位     | 試 合 | 勝 利 | 敗 戦 | 引 分 | 勝 率 | 本 塁 打               | 打 率                  | 防 御 率               | 年 齡                  |
| --------- | --------- | --------- | ----- | ----- | ----- | ----- | ----- | ---------------------- | ---------------------- | ---------------------- | ---------------------- |
| 2014      | 西武      | 5位       | 91    | 43    | 44    | 4     | .498  | 125                    | .248                   | 3.77                   | 48歳                   |
| 2015      | 西武      | 4位       | 143   | 69    | 69    | 5     | .500  | 136                    | .263                   | 3.69                   | 49歳                   |
| 2016      | 西武      | 4位       | 143   | 64    | 76    | 3     | .457  | 128                    | .264                   | 3.85                   | 50歳                   |
| 通算：3年 | 通算：3年 | 通算：3年 | 377   | 176   | 189   | 12    | .482  | Aクラス0回、Bクラス3回 | Aクラス0回、Bクラス3回 | Aクラス0回、Bクラス3回 | Aクラス0回、Bクラス3回 |

※2014年は伊原春樹監督休養に伴い、6月6日から監督代行

### 表彰
- ベストナイン：2回（1989年、1992年）
- ゴールデングラブ賞：2回（1989年、1992年）

### 記録
初記録
- 初出場・初先発出場：1985年8月26日、対ロッテオリオンズ19回戦（川崎球場）、9番・二塁手として先発出場
- 初安打：1987年4月10日、対日本ハムファイターズ1回戦（西武ライオンズ球場）、5回裏に津野浩から
- 初本塁打・初打点：1987年4月11日、対日本ハムファイターズ2回戦（西武ライオンズ球場）、2回裏に柴田保光からソロ

節目の記録
- 1000試合出場：1996年7月26日、対千葉ロッテマリーンズ15回戦（西武ライオンズ球場）、3番・三塁手として先発出場　※史上332人目

その他の記録
- オールスターゲーム出場：2回（1992年、1994年）

### 背番号
- 51（1985年 - 1986年）
- 6（1987年 - 1999年）
- 23（2000年）
- 76（2002年 - 2009年、2025年 - ）
- 82（2010年 - 2014年）
- 90（2015年 - 2016年）
- 75（2019年）
- 71（2020年 - 2024年）

### 登録名
- 田辺 徳雄 （たなべ のりお、1985年 - 1999年、2002年 - 2014年）
- 田辺 路朗 （たなべ のりお、2000年）
- 田邊 徳雄 （たなべ のりお、2015年 - 2016年、2020年 - ）

## 関連情報

### 出演番組
- 文化放送ホームランナイター
- 文化放送ライオンズナイター